# کوین اهرن ایوانس
کوین اهرن ایوانس (انگلیسی: Kevin Aherne-Evans؛ زادهٔ ۱۶ دسامبر ۱۹۸۰) بازیکن فوتبال اهل بریتانیا است.
از باشگاه‌هایی که در آن بازی کرده‌است می‌توان به باشگاه فوتبال کاردیف سیتی، باشگاه فوتبال نیوپورت کانتی، باشگاه فوتبال لیدز یونایتد، باشگاه فوتبال بوستون یونایتد، و باشگاه فوتبال سوانزی سیتی اشاره کرد.
وی همچنین در تیم ملی فوتبال زیر ۲۱ سال ولز بازی کرده‌است.